# UAE (emulator)
UAE – emulator komputera Amiga, przeznaczony dla systemów Unix, Linux, PalmOS, Mac OS, Windows, BeOS, AROS, rodziny systemów BSD, Windows Mobile oraz dla samego AmigaOS. UAE uruchomiony pod AmigaOS umożliwia uruchamiania starszego oprogramowania odwołującego się bezpośrednio do układów specjalizowanych montowanych w Amigach z czasów firmy Commodore. Programy takie nie działają na najnowszych Amigach z systemem AmigaOS 4.0 i nowszych, ale dzięki UAE została zapewniona kompatybilność.

## Inne wersje emulatora
- WinUAE – wersja dla Windows, oferuje ona znacznie większą funkcjonalność od oryginału.
- E-UAE – nieoficjalna wersja ze zintegrowanym mechanizmem JIT oraz innymi usprawnieniami przeportowanymi z WinUAE. Dostępna dla systemów: Linux, Mac OS, BeOS, AmigaOS MorphOS, AROS.
- PocketUAE – specjalna wersja emulatora dla Windows Mobile.